# Spire Point
Der Spire Point (8.264 ft (2.519 m)) liegt im Mount Baker-Snoqualmie und im Wenatchee National Forest im US-Bundesstaat Washington. Am Nordwesthang des Spire Point liegt der Spire Glacier, im Osten der Dana-Gletscher. Der Aufstieg auf den Spire Point ist nur mit Bergsteigerausrüstung möglich.